# Halve marathon van Egmond 1993
De halve marathon van Egmond 1993 vond plaats op zondag 10 januari 1993. Het was de 21e editie van deze halve marathon. In totaal schreven 7400 atleten zich in voor de wedstrijd, hetgeen een record was. Het evenement maakte deel uit van een landelijk loopcircuit, genaamd de Pickwick Run Classics. De hoofdsponsor was eenmalig het Japanse sportconcern Mizuno. De wedstrijd vond plaats bij een krachtige stormwind.
De Zimbabwaan Phillimon Hanneck won de wedstrijd in 1:04.04. De overwinning bij de vrouwen ging naar de Keniaanse Tegla Loroupe, die met 1:10.41 de wedstrijd op haar naam schreef. Het was haar eerste overwinning in een reeks van zeven maal dat ze Egmond zou winnen.
Naast de halve marathon kende het evenement ook trimlopen over 3,3 km en 8 km.

## Uitslagen

### Mannen
| pos. | atleet              | land      | tijd    |
| ---- | ------------------- | --------- | ------- |
| 1    | Phillimon Hanneck   | Zimbabwe  | 1:04.04 |
| 2    | Marnix Goegebeur    | België    | 1:04.20 |
| 3    | Getaneh Tessema     | Ethiopië  | 1:04.27 |
| 4    | Tekeye Gebrselassie | Ethiopië  | 1:04.29 |
| 5    | Sammy Maritim       | Kenia     | 1:04.34 |
| 6    | Charles Omwoyo      | Kenia     | 1:04.41 |
| 7    | Leonid Tikhonov     | Kenia     | 1:04.42 |
| 8    | Bert van Vlaanderen | Nederland | 1:04.44 |
| 9    | Martin Grüning      | Duitsland | 1:04.51 |
| 10   | Aart Stigter        | Nederland | 1:04.54 |

### Vrouwen
| pos. | atlete                | land      | tijd    |
| ---- | --------------------- | --------- | ------- |
| 1    | Tegla Loroupe         | Kenia     | 1:10.41 |
| 2    | Natalia Sorokivskaja  | Rusland   | 1:12.05 |
| 3    | Carlien Harms         | Nederland | 1:13.10 |
| 4    | Anne van Schuppen     | Nederland | 1:13.34 |
| 5    | Marianne van de Linde | Nederland | 1:15.29 |
| 6    | Carla Beurskens       | Nederland | 1:15.44 |
| 7    | Tatyana Pentukova     | Rusland   | 1:15.54 |
| 8    | Katalin Olah          | Hongarije | 1:16.03 |
| 9    | Marjan Freriks        | Nederland | 1:17.22 |
| 10   | Regina van Duyn       | Nederland | 1:17.22 |

1973 ·
1974 ·
1975 ·
1976 ·
1977 ·
1978 ·
1979 ·
1980 ·
1981 ·
1982 ·
1983 ·
1984 ·
1985 ·
1986 ·
1987 ·
1988 ·
1989 ·
1990 ·
1991 ·
1992 ·
1993 ·
1994 ·
1995 ·
1996 ·
1997 ·
1998 ·
1999 ·
2000 ·
2001 ·
2002 ·
2003 ·
2004 ·
2005 ·
2006 ·
2007 ·
2008 ·
2009 ·
2010 ·
2011 ·
2012 ·
2013 ·
2014 ·
2015 ·
2016 ·
2017 ·
2018 ·
2019 ·
2020 ·
2021 ·
2022 ·
2023 ·
2024 ·
2025